# Брюссельский свободный университет (нидерландскоязычный)
Брюссельский свободный университет (нидерл. Vrije Universiteit Brussel, сокращённо — VUB) — университет в Брюсселе с преподаванием на нидерландском языке. Возник в 1970 году, когда нидерландскоязычные факультеты были выделены в отдельный университет из состава франкоязычного Брюссельского свободного университета (фр. Université Libre de Bruxelles), основанного в 1834 году.
Прилагательное «свободный» в названии обоих университетов означает их независимость. Оба университета являются самодостаточными, не относясь ни к одной из действующих в Бельгии сетей учебных учреждений (государственной и католической). Оба университета придерживаются принципа свободы научных исследований и имеют одинаковый девиз: лат. scientia vincere tenebras (побеждать темноту наукой).

## История
Свободный брюссельский университет был основан в 1834 году. Первоначально преподавание велось только на французском языке. В 1934 году в университете началось преподавание на нидерландском языке. В 1970 году нидерландскоязычные факультеты были выделены в самостоятельный университет. Тем не менее оба университета-побратима проводят программу сотрудничества.

## Факультеты
- Право и криминология
- Экономические, социальные и политические науки
- психология и педагогика
- (естественные) науки
- медицина и фармакология
- филология и философия
- технические («инженерные») науки
- физическая культура
- междисциплинарная группа подготовки учителей

## Кампусы
- Кампус Эттербек расположен на границе брюссельских коммун Эттербеек, Иксель и Одергем. Здесь расположены большинство факультетов и администрация университета.
- Кампус Жет. Здесь расположены медицинский и фармакологический факультеты, а также университетская больница.